# Rura
Rura là một thị xã và là một nagar panchayat của quận Kanpur Dehat thuộc bang Uttar Pradesh, Ấn Độ.

## Địa lý
Rura có vị trí 26°29′B 79°54′Đ / 26,48°B 79,9°Đ Nó có độ cao trung bình là 127 mét (416 feet).

## Nhân khẩu
Theo điều tra dân số năm 2001 của Ấn Độ, Rura có dân số 14.381 người. Phái nam chiếm 53% tổng số dân và phái nữ chiếm 47%. Rura có tỷ lệ 70% biết đọc biết viết, cao hơn tỷ lệ trung bình toàn quốc là 59,5%: tỷ lệ cho phái nam là 75%, và tỷ lệ cho phái nữ là 65%. Tại Rura, 14% dân số nhỏ hơn 6 tuổi.